# فرانك كالاواي (قاضي)
فرانك كالاواي (بالإنجليزية: Frank Callaway)‏ هو قاضي أسترالي، ولد في 10 نوفمبر 1945، وتوفي في 2 يوليو 2015.